# NTN宝達志水製作所
株式会社NTN宝達志水製作所（エヌティーエヌほうだつしみずせいさくしょ、NTN HOUDATSU SHIMIZU CORPORATION）は、「NTN」の超大形軸受の完成品を生産する企業である。

## 概要
超大形軸受はNTN桑名製作所で生産していたが、石川県・能登地区においても生産を開始し、リスク分散と同時に生産能力の増強を図るために設立した。これは、能登地区に旋削加工の前工程にあたる鍛造や熱処理を行う企業があり、旋削加工を行うNTNのグループ企業である（株）NTN羽咋製作所から供給を受け、同地区で超大型軸受の一貫生産体制を確立し、生産性とコスト競争力の向上を図っている。

## 沿革
- 2008年4月 - 石川県羽咋郡宝達志水町に株式会社NTN宝達志水製作所設立
- 2009年10月 - 生産開始